# Chadidże Chatun
Chadidże Chatun (perski: خديجه خاتون) – wieś w Iranie, w ostanie Kom. W 2006 roku miejscowość liczyła 422 mieszkańców w 112 rodzinach.